# 스트로베리 필즈

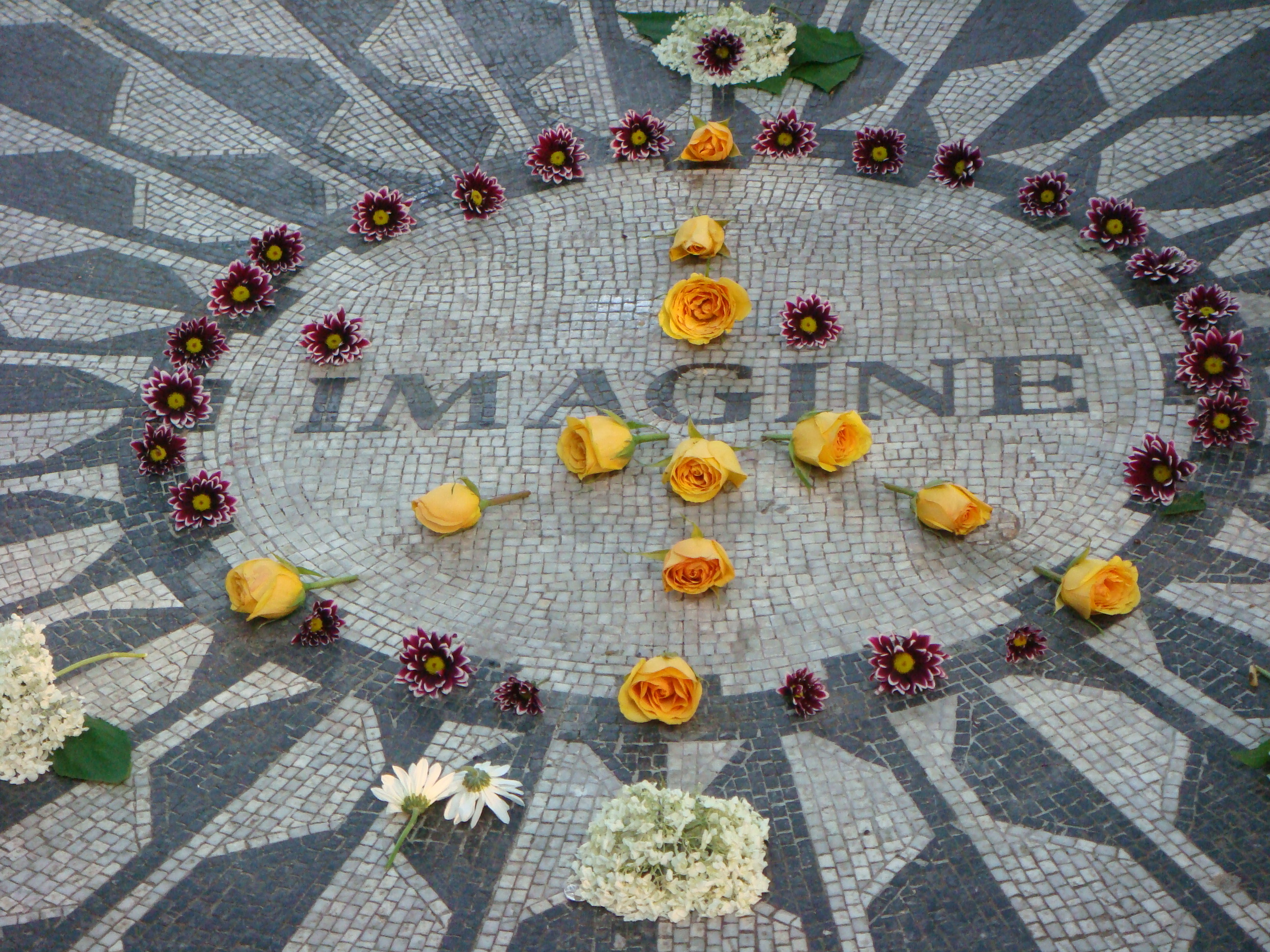
스트로베리 필즈

스트로베리 필즈(Strawberry Fields)는 미국 맨해튼 센트럴 파크에 있는 존 레논을 추모, 기념하는 장소이다. 오노 요코가 기부한 돈으로 1985년 10월 9일 존 레논의 생일에 맞춰 개방하였다. 이 곳의 이름은 비틀즈의 노래 Strawberry Fields Forever에서 따왔다. 존 레논의 생일이나 죽은 날짜인 12월 8일이 되면 추모하기 위해 팬들이 모인다.